# Calalú

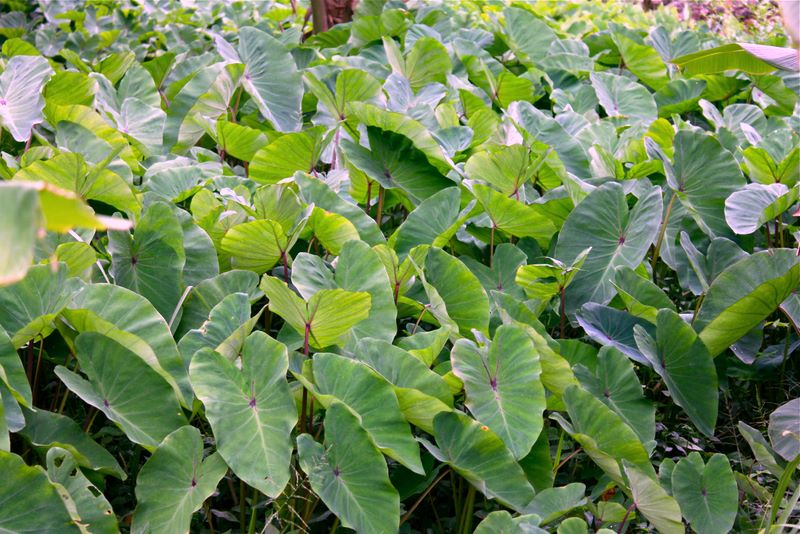
Hojas de calalú

Se denomina calalú (en inglés, callaloo; en francés, calalou) a las diversas plantas tropicales de Xanthosoma y otros muchos géneros botánicos que crecen de forma natural en la América tropical (particularmente en la región Caribe), o bien a sus hojas y tallos que son comestibles, o bien a las sopas y guisos que se elaboran con las mismas. Los guisos de calalú suelen incluir quimbombó, el cual le da una textura viscosa, además de alguna carne salada y especias. Se consume tanto en las Antillas francesas, hispanas e inglesas, así como en las costas de Venezuela. 
Este plato tiene un origen afroamericano, pues las hojas de calalú fueron recolectadas por las castas más bajas de la sociedad colonial caribeña, principalmente esclavos negros, y el quingombó u okra (Abelmoschus esculentus) es un alimento traído del África. 
Si observamos el uso que se le da a «calalú» por todos los rincones del Caribe, daremos cuenta que no se refiere a una cosa en concreto. En un sentido amplio, es un término genérico para referirse a hojas y hierbas comestibles, pero también a los potajes que se preparan con ellas. Asimismo, el calalú se pueden comer crudo o aliñado. 

## Etimología
La teoría más aceptada es que es un africanismo, es decir, un préstamo tomado de alguna lengua africana. 
La escritora costarricense Marjorie Ross propone un origen yorubá de la palabra. Según la académica trinitense Maureen Warner-Lewis es una palabra kimbundu, aunque también plantea un posible americanismo. El kimbundu es una lengua hablada en Angola, y este es el origen más probable, pues en esta excolonia portuguesa también existe un plato similar llamado calulu. De Angola, los esclavos trajeron diversos aspectos de su cultura, como el culto llamado palo. A Brasil llevaron la receta y en la actualidad existe allí un plato llamado caruru. El intelectual angoleño António de Assis Junior, en su Dicionário Kimbundu-Português (1994) dice que en su tierra natal, el kalúlu es un término botánico para referirse a una familia de plantas nativas, y destaca cómo originalmente fue una palabra llana, no aguda.
El nombre se puede encontrar en las Antillas inglesas con varias ortografías: calalloo, calaloo, kallaloo... en las Antillas francesas y en otras zonas donde se habla criollo antillano se denomina calalou o kalalou. En la Guayana Francesa es conocido como calou. Según Walker, el calalú es más común en las Américas portuguesa, inglesa, y criollo-francesa porque el origen de sus esclavos es de África Central (el Congo y Angola), mientras que los esclavos de la América española provenían del África Occidental (el Reino de Benín, actual Nigeria).

## Consumo

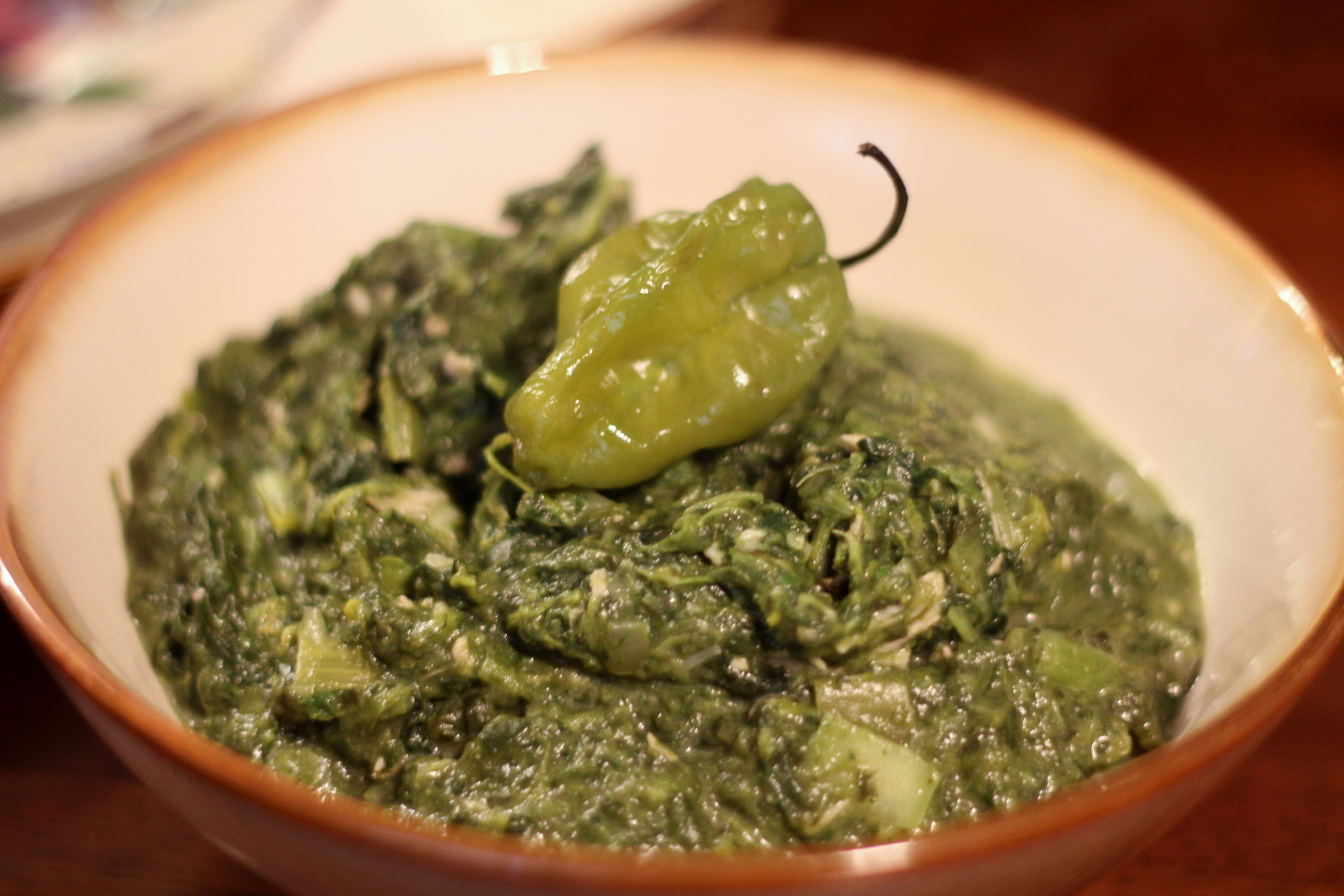
Calalú trinitense

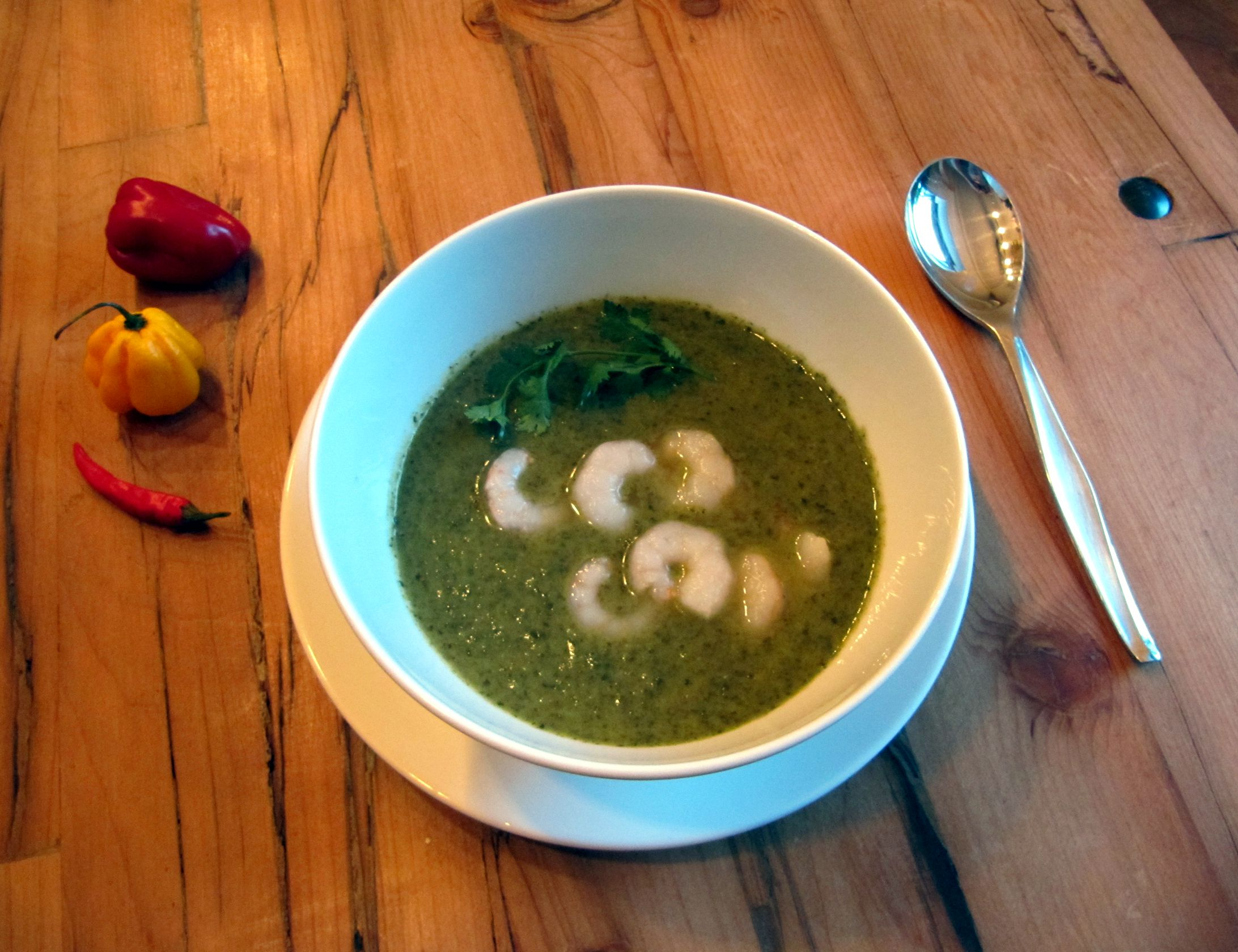
Sopa picante de calalú y camarón

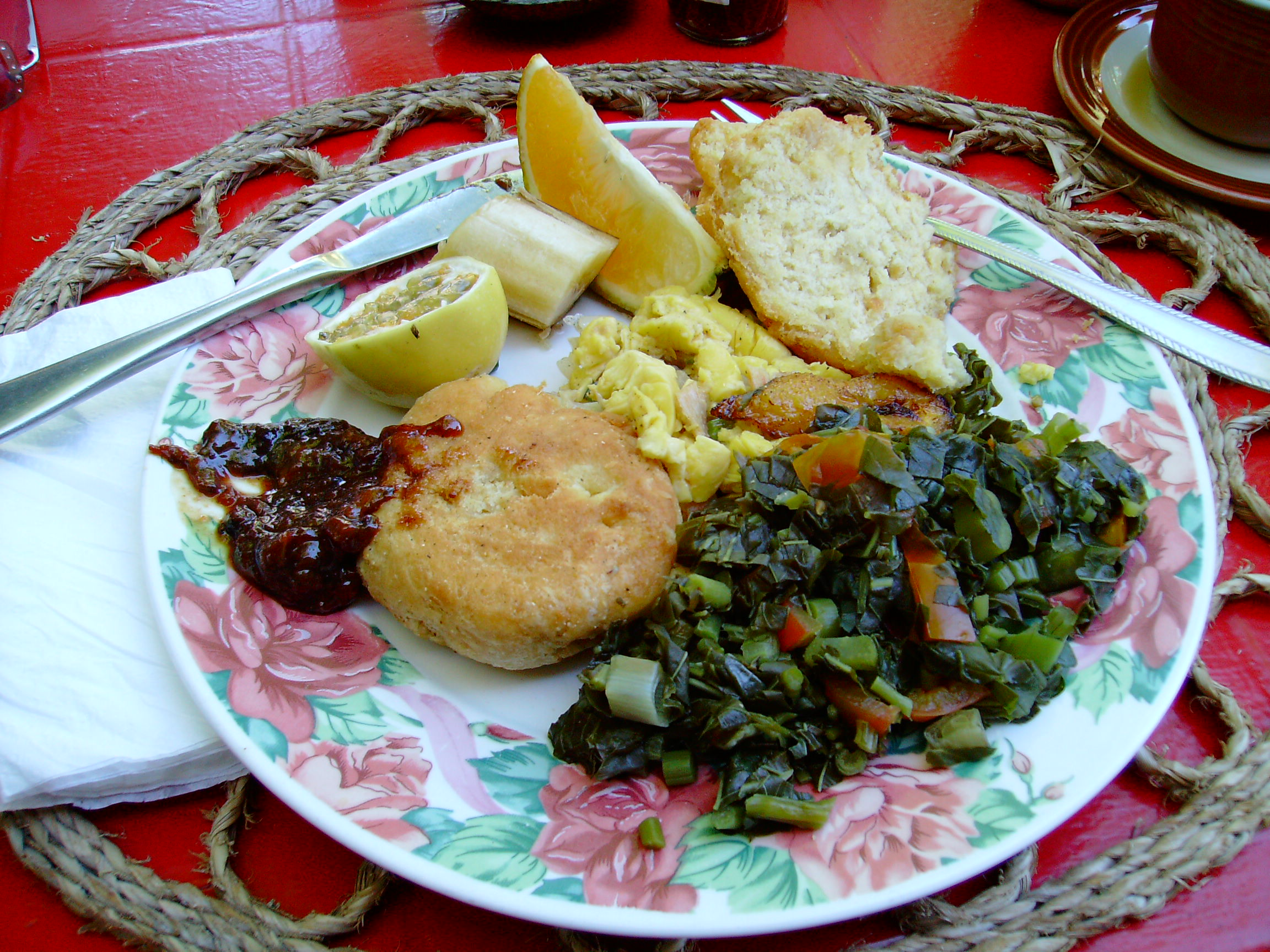
Salteado de calalú jamaicano

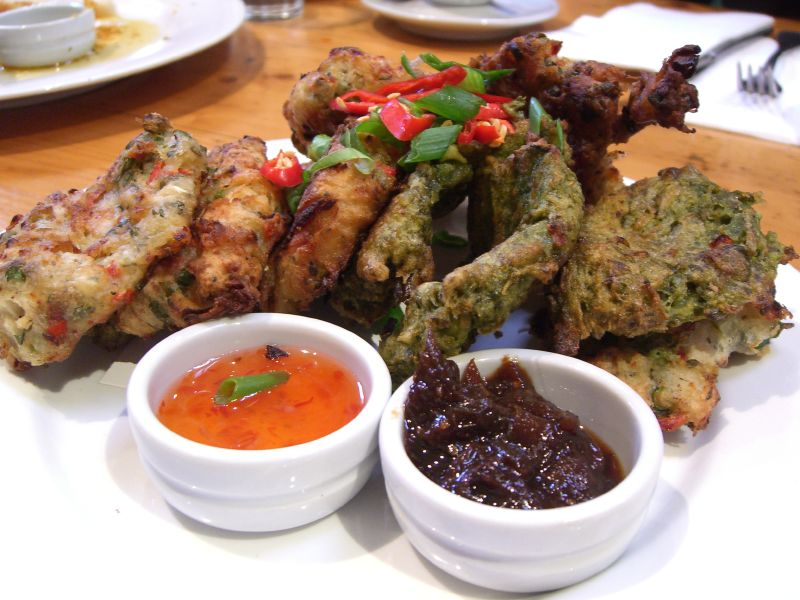
Frituras de calalú (derecha)

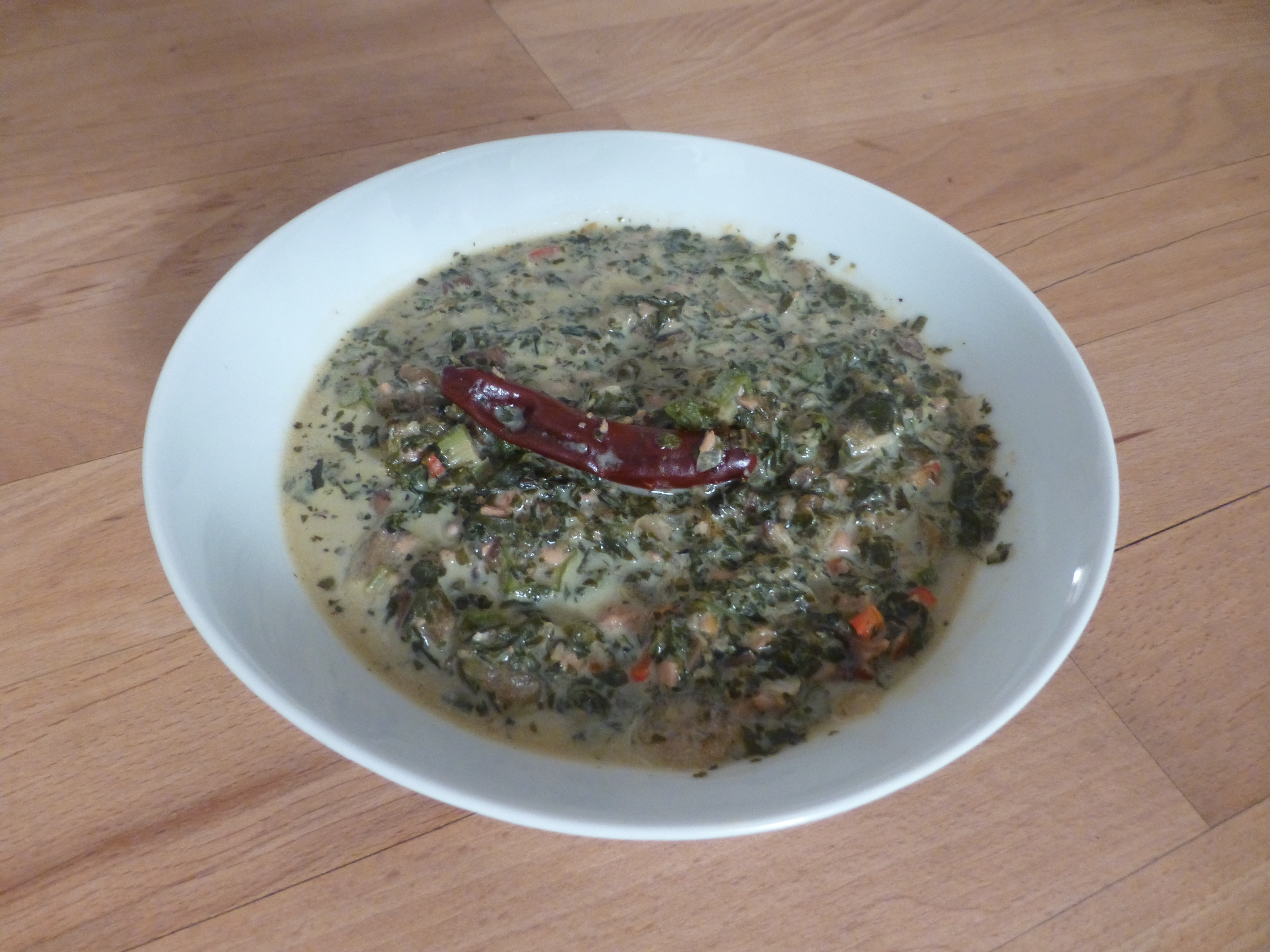
Calalú en la isla de Trinidad

### África
Las hojas ocupan un lugar importante en la dieta de los africanos, particularmente en África Occidental. Los guisos de hojas, como la bambucha guineana o el sigase ghanés, se suelen cocinar con aceite de palma, tomates, cebolla y pimientos picantes. En Angola, el kalulu es el guiso de okra y otras verduras, pescado fresco o seco, setas y aceite de palma. Fue una de las comidas típicas del antiguo reino de Ndongo, en el cual muchas personas fueron secuestradas y esclavizadas (en el contexto del comercio triangular del Atlántico).

### Cuba
En las provincias de Ciego de Ávila, Cienfuegos, Villa Clara y Sancti Spíritus, el calalú es una sopa. Su origen, según el antropólogo cubano Fernando Ortiz, se remonta a la introducción de personas de la etnia mandinga, de África. En Cuba, el calalú es un potaje de malanga (Colocasia esculenta) y otros vegetales, y en los rituales santeros es un adimú (ofrenda) a Changó, «rey de reyes» de los orishas.

### Antillas francesas
En Haití es una sopa típica llamada callalou-gonbo, en la cual se acompañan las hojas de calalú con una variedad de ingredientes: pollo, res, setas djondjon, cangrejos sirik o ternera salada. Gonbo o gumbo puede ser una corrupción de Congo. Se acompaña con arroz o tonmtonm (puré de frutipán) Se consume como parte de un ritual para velar a los muertos, por lo que también es llamado «calalú de difuntos». Un popular proverbio en haitiano dice yon sèl dwèt pa manje kalalou ('el calalú no se come con un solo dedo'), es decir, que «debemos trabajar juntos para lograr un objetivo».
En Guadalupe y Martinica también se consume el calalú.

### Antillas inglesas
En Jamaica, el guiso hecho con calalú, es conocido como pepperpot, e incluye ñame y carne de res. El llamado Spanish callaloo, es cultivado por los negros en jardines y se refiere a Phytolacca octandra.
En la gastronomía de Trinidad y Tobago, el callaloo es un clásico. Este guiso se prepara con hojas de ocumo inmaduras y quimbombó. Se come los domingos y se ha identificado como el plato nacional de Trinidad y Tobago. Se acompaña con foo foo (fufú).

### Limón, Costa Rica
El calalú es típico de la cocina limonense, y las hojas provienen de la planta Phytolacca icosandra. Otra hoja similar a la espinaca o el calalú es el yocotó, que también se cosecha y se guisa. En Nigeria, una planta comestible muy similar se conoce como sokoyokotó (Celosia argentea).

### Guyana
Las comunidades indias de Guyana han adoptado este plato. Sin embargo, no se usan hojas «oreja de elefante» (malanga u ocumo), sino con hojas de bhaji (amaranto) o pak choi (espinaca china en español, red-stripe amaranth en inglés).

### Sucre, Venezuela
En la península de Paria, el calalú es un guiso de quimbombó, hojas de ócumo (Xanthosoma) o belembe (Xanthosoma brasiliense), otros vegetales como verdolaga o repollo, leche de coco y carne de chivo o gallina. Según el Diccionario de Cocina Venezolana, «es de clara influencia afroamericana». Fue introducido desde la vecina isla de Trinidad.